# Лисоконь Олександр Юрійович
Олекса́ндр Ю́рійович Лисоко́нь (1975—2014) — старший сержант, Міністерство внутрішніх справ України, учасник російсько-української війни.

## З життєпису
Народився 1975 року в селі Великий Дальник (Біляївський район, Одеська область). Закінчив одеську вечірню ЗОШ № 25. У 1993—1995 роках — у лавах ЗСУ. Працював підприємцем.
З 5 серпня 2014-го — міліціонер, батальйон патрульної служби міліції особливого призначення «Шторм».
Близько 2-ї години ночі 20 вересня 2014-го на трасі Дніпропетровськ — Нікополь водій автобуса, в якому їхали із зони проведення бойових дій 34 бійці БПСМОП «Шторм», заснув за кермом та втратив керування. Автобус з'їхав у кювет і перекинувся, більшість пасажирів дістала травм, двоє — лейтенант міліції Олександр Романюк і старший сержант міліції Олександр Лисоконь — загинули.
Похований в місті Одеса 24 вересня 2014 року.
Без Олександра лишилась мама Лідія Миколаївна.

## Нагороди і вшанування
За особисту мужність і героїзм, виявлені у захисті державного суверенітету та територіальної цілісності України, вірність військовій присязі під час російсько-української війни
- нагороджений орденом «За мужність» III ступеня (26.02.2015, посмертно).
- Його портрет розміщений на меморіалі «Стіна пам'яті полеглих за Україну» у Києві: секція 4, ряд 7, місце 24
- Вшановується в меморіальному комплексі «Зала пам'яті», в щоденному ранковому церемоніалі 20 вересня[4]